# 齋藤裕之介
齋藤 裕之介（さいとう ゆうのすけ、1978年 - ）は、日本の漫画家、イラストレーター。山梨県生まれ。ふりむいて裕の名義もある。

## 経歴
2000年、筑波大学芸術専門学群総合造形コース卒業。
2005年、「サメ叩き」他で第7回「アックスマンガ新人賞」佳作入選
2009年10月、単行本「サメ叩き」(青林工藝舎刊)
2009年11月、京都トランスポップギャラリーにてグループ展「大胆不敵！ダイナミック派作家たち」参加
2010年1月、ビリケンギャラリーにて展覧会｢大アックス祭り｣参加
2010年3月、「紙-1グランプリ2010」出場
2016年、ベンチウォーマーズVS新人マンガ家軍団の戦いで負けた齋藤が改名をおこない「ふりむいて裕」となった。
現在、「アックス」(青林工藝舎)でマンガを描く。

## 単行本
- 『サメ叩き』青林工藝舎 2009年10月 ISBN 978-4883793020
- 『川沿いで未来からやってきたというネコに会ったけど、これといって特別感はなかった。』青林工藝舎 2017年6月 ISBN 978-4883794355
- 『TOKYO-BAY』原案：徳川龍之介 作画：齋藤裕之介 ※下北沢の古書店である古書ビビビの出版部による出版第一弾[3]

## 参照
1. ↑  命名はしりあがり寿
2. ↑  アックスVOL114 特集:ベンチウォーマーズのほっかほっか通信拡大版
3. ↑  http://tacoche.com/?p=10136